# Danh sách trận chung kết EFL Cup
Dưới đây là danh sách các trận chung kết của Cúp EFL. Giải đấu thường được gọi là League Cup được tổ chức lần đầu tiên vào năm 1960 chỉ dành cho các đội đang chơi tại giải Ngoại hạng Anh (Premier League), Hạng nhất (Championship), Hạng ba (League One) và Hạng tư (League Two). Tên gọi hiện nay là Carabao Cup. Nhiều đội bóng lớn xem Carabao Cup như là một mục tiêu thấp hơn so với các danh hiệu khác.

## Các trận chung kết
| Năm             | Chung kết               | Chung kết        | Chung kết            | Sân vận động               |
| --------------- | ----------------------- | ---------------- | -------------------- | -------------------------- |
| Năm             | Vô địch                 | Tỷ số            | Hạng nhì             | Sân vận động               |
| 1961            | Aston Villa             | 0-2 (a), 3–0 (h) | Rotherham United     |                            |
| 1962            | Norwich City            | 3-0 (a), 1-0 (h) | Rochdale             |                            |
| 1963            | Birmingham City         | 3-1 (h), 0-0 (a) | Aston Villa          |                            |
| 1964            | Leicester City          | 1-1 (a), 3-2 (h) | Stoke City           |                            |
| 1965            | Chelsea                 | 3-2 (h), 0-0 (a) | Leicester City       |                            |
| 1966            | West Bromwich Albion    | 2-1 (a), 4-1 (h) | West Ham United      |                            |
| 1967            | Queens Park Rangers     | 3-2              | West Bromwich Albion | Sân vận động Wembley       |
| 1968            | Leeds United            | 1-0              | Arsenal              | Sân vận động Wembley       |
| 1969            | Swindon Town            | 3-1              | Arsenal              | Sân vận động Wembley       |
| 1970            | Manchester City         | 2-1              | West Bromwich Albion | Sân vận động Wembley       |
| 1971            | Tottenham Hotspur       | 2-0              | Aston Villa          | Sân vận động Wembley       |
| 1972            | Stoke City              | 2-1              | Chelsea              | Sân vận động Wembley       |
| 1973            | Tottenham Hotspur       | 1-0              | Norwich City         | Sân vận động Wembley       |
| 1974            | Wolverhampton Wanderers | 2-1              | Manchester City      | Sân vận động Wembley       |
| 1975            | Aston Villa             | 1-0              | Norwich City         | Sân vận động Wembley       |
| 1976            | Manchester City         | 2-1              | Newcastle United     | Sân vận động Wembley       |
| 1977            | Aston Villa             | 0-0              | Everton              | Sân vận động Wembley       |
| đá lại          | Aston Villa             | 1-1              | Everton              | Sân vận động Hillsborough  |
| đá lại          | Aston Villa             | 3-2              | Everton              | Old Trafford               |
| 1978            | Nottingham Forest       | 0-0              | Liverpool            | Sân vận động Wembley       |
| đá lại          | Nottingham Forest       | 1-0              | Liverpool            | Old Trafford               |
| 1979            | Nottingham Forest       | 3-2              | Southampton          | Sân vận động Wembley       |
| 1980            | Wolverhampton Wanderers | 1-0              | Nottingham Forest    | Sân vận động Wembley       |
| 1981            | Liverpool               | 1-1              | West Ham United      | Sân vận động Wembley       |
| đá lại          | Liverpool               | 2-1              | West Ham United      | Villa Park                 |
| Cúp Milk        |                         |                  |                      |                            |
| 1982            | Liverpool               | 3-1              | Tottenham Hotspur    | Sân vận động Wembley       |
| 1983            | Liverpool               | 2-1              | Manchester United    | Sân vận động Wembley       |
| 1984            | Liverpool               | 0-0              | Everton              | Sân vận động Wembley       |
| đá lại          | Liverpool               | 1-0              | Everton              | Sân vận động Maine Road    |
| 1985            | Norwich City            | 1-0              | Sunderland           | Sân vận động Wembley       |
| 1986            | Oxford United           | 3-0              | Queens Park Rangers  | Sân vận động Wembley       |
| Cúp Littlewoods |                         |                  |                      |                            |
| 1987            | Arsenal                 | 2-1              | Liverpool            | Sân vận động Wembley       |
| 1988            | Luton Town              | 3-2              | Arsenal              | Sân vận động Wembley       |
| 1989            | Nottingham Forest       | 3-1              | Luton Town           | Sân vận động Wembley       |
| 1990            | Nottingham Forest       | 1-0              | Oldham Athletic      | Sân vận động Wembley       |
| Cúp Rumbelows   |                         |                  |                      |                            |
| 1991            | Sheffield Wednesday     | 1-0              | Manchester United    | Sân vận động Wembley       |
| 1992            | Manchester United       | 1-0              | Nottingham Forest    | Sân vận động Wembley       |
| Cúp Coca-Cola   |                         |                  |                      |                            |
| 1993            | Arsenal                 | 2-1              | Sheffield Wednesday  | Sân vận động Wembley       |
| 1994            | Aston Villa             | 3-1              | Manchester United    | Sân vận động Wembley       |
| 1995            | Liverpool               | 2-1              | Bolton Wanderers     | Sân vận động Wembley       |
| 1996            | Aston Villa             | 3-0              | Leeds United         | Sân vận động Wembley       |
| 1997            | Leicester City          | 1-1              | Middlesbrough        | Sân vận động Wembley       |
| đá lại          | Leicester City          | 1-0              | Middlesbrough        | Sân vận động Hillsborough  |
| 1998            | Chelsea                 | 2-0              | Middlesbrough        | Sân vận động Wembley       |
| Cúp Worthington |                         |                  |                      |                            |
| 1999            | Tottenham Hotspur       | 1-0              | Leicester City       | Sân vận động Wembley       |
| 2000            | Leicester City          | 2-1              | Tranmere Rovers      | Sân vận động Wembley       |
| 2001            | Liverpool               | 1-1, 5-4 (p)     | Birmingham City      | Sân vận động Thiên niên kỷ |
| 2002            | Blackburn Rovers        | 2-1              | Tottenham Hotspur    | Sân vận động Thiên niên kỷ |
| 2003            | Liverpool               | 2-0              | Manchester United    | Sân vận động Thiên niên kỷ |
| Cúp Carling     |                         |                  |                      |                            |
| 2004            | Middlesbrough           | 2–1              | Bolton Wanderers     | Sân vận động Thiên niên kỷ |
| 2005            | Chelsea                 | 3–2              | Liverpool            | Sân vận động Thiên niên kỷ |
| 2006            | Manchester United       | 4–0              | Wigan Athletic       | Sân vận động Thiên niên kỷ |
| 2007            | Chelsea                 | 2–1              | Arsenal              | Sân vận động Thiên niên kỷ |
| 2008            | Tottenham Hotspur       | 2–1              | Chelsea              | Sân vận động Wembley       |
| 2009            | Manchester United       | 0–0, 4–1 (p)     | Tottenham Hotspur    | Sân vận động Thiên niên kỷ |
| 2010            | Manchester United       | 2–1              | Aston Villa          | Sân vận động Wembley       |
| 2011            | Birmingham City         | 2–1              | Arsenal              | Sân vận động Wembley       |
| 2012            | Liverpool               | 2–2, 3–2 (p)     | Cardiff City         | Sân vận động Wembley       |
| Cúp Capital One |                         |                  |                      |                            |
| 2013            | Swansea City            | 5–0              | Bradford City        | Sân vận động Wembley       |
| 2014            | Manchester City         | 3–1              | Sunderland           | Sân vận động Wembley       |
| 2015            | Chelsea                 | 2–0              | Tottenham Hotspur    | Sân vận động Wembley       |
| 2016            | Manchester City         | 1–1, 3–1 (p)     | Liverpool            | Sân vận động Wembley       |
| Cúp EFL         |                         |                  |                      |                            |
| 2017            | Manchester United       | 3–2              | Southampton          | Sân vận động Wembley       |
| Cúp Carabao     |                         |                  |                      |                            |
| 2018            | Manchester City         | 3–0              | Arsenal              | Sân vận động Wembley       |
| 2019            | Manchester City         | 0–0, 4–3 (p)     | Chelsea              | Sân vận động Wembley       |
| 2020            | Manchester City         | 2–1              | Aston Villa          | Sân vận động Wembley       |
| 2021            | Manchester City         | 1–0              | Tottenham Hotspur    | Sân vận động Wembley       |
| 2022            | Liverpool               | 0–0, 11–10 (p)   | Chelsea              | Sân vận động Wembley       |
| 2023            | Manchester United       | 2–0              | Newcastle United     | Sân vận động Wembley       |
| 2024            | Liverpool               | 1 - 0            | Chelsea              | Sân vận động Wembley       |
| 2025            | Newcastle United        | 2 - 1            | Liverpool            | Sân vận động Wembley       |

- (a): sân khách (away)
- (h): sân nhà (home)

## Thứ tự các câu lạc bộ giành được nhiều Cúp
| Câu lạc bộ              | Vô địch | Á quân | Vô địch năm                                                | Á quân năm                         |
| ----------------------- | ------- | ------ | ---------------------------------------------------------- | ---------------------------------- |
| Liverpool               | 10      | 4      | 1981, 1982, 1983, 1984, 1995, 2001, 2003, 2012, 2022, 2024 | 1978, 1987, 2005, 2016             |
| Manchester City         | 8       | 1      | 1970, 1976, 2014, 2016, 2018, 2019, 2020, 2021             | 1974                               |
| Manchester United       | 6       | 4      | 1992, 2006, 2009, 2010, 2017, 2023                         | 1983, 1991, 1994, 2003             |
| Chelsea                 | 5       | 5      | 1965, 1998, 2005, 2007, 2015                               | 1972, 2008, 2019, 2022, 2024       |
| Aston Villa             | 5       | 4      | 1961, 1975, 1977, 1994, 1996                               | 1963, 1971, 2010, 2020             |
| Tottenham Hotspur       | 4       | 5      | 1971, 1973, 1999, 2008                                     | 1982, 2002, 2009, 2015, 2021       |
| Nottingham Forest       | 4       | 2      | 1978, 1979, 1989, 1990                                     | 1980, 1992                         |
| Leicester City          | 3       | 2      | 1964, 1997, 2000                                           | 1965, 1999                         |
| Arsenal                 | 2       | 6      | 1987, 1993,                                                | 1968, 1969, 1988, 2007, 2011, 2018 |
| Norwich City            | 2       | 2      | 1962, 1985                                                 | 1973, 1975                         |
| Birmingham City         | 2       | 1      | 1963, 2011                                                 | 2001                               |
| Wolverhampton Wanderers | 2       | 0      | 1974, 1980                                                 | —                                  |
| West Bromwich Albion    | 1       | 2      | 1966                                                       | 1967, 1970                         |
| Middlesbrough           | 1       | 2      | 2004                                                       | 1997, 1998                         |
| Newcastle United        | 1       | 2      | 2025                                                       | 1976, 2023                         |
| Queens Park Rangers     | 1       | 1      | 1967                                                       | 1986                               |
| Leeds United            | 1       | 1      | 1968                                                       | 1996                               |
| Stoke City              | 1       | 1      | 1972                                                       | 1964                               |
| Luton Town              | 1       | 1      | 1988                                                       | 1989                               |
| Sheffield Wednesday     | 1       | 1      | 1991                                                       | 1993                               |
| Swindon Town            | 1       | 0      | 1969                                                       | —                                  |
| Oxford United           | 1       | 0      | 1986                                                       | —                                  |
| Blackburn Rovers        | 1       | 0      | 2002                                                       | —                                  |
| Swansea City            | 1       | 0      | 2013                                                       | —                                  |
| West Ham United         | 0       | 2      | —                                                          | 1966, 1981                         |
| Everton                 | 0       | 2      | —                                                          | 1977, 1984                         |
| Southampton             | 0       | 2      | —                                                          | 1979, 2017                         |
| Bolton Wanderers        | 0       | 2      | —                                                          | 1995, 2004                         |
| Sunderland              | 0       | 2      | —                                                          | 1985, 2014                         |
| Rotherham United        | 0       | 1      | —                                                          | 1961                               |
| Rochdale                | 0       | 1      | —                                                          | 1962                               |
| Oldham Athletic         | 0       | 1      | —                                                          | 1990                               |
| Tranmere Rovers         | 0       | 1      | —                                                          | 2000                               |
| Wigan Athletic          | 0       | 1      | —                                                          | 2006                               |
| Cardiff City            | 0       | 1      | —                                                          | 2012                               |
| Bradford City           | 0       | 1      | —                                                          | 2013                               |